# Coprosma atropurpurea
Coprosma atropurpurea är en måreväxtart som först beskrevs av Leonard C. Cockayne och Harry Howard Barton Allan, och fick sitt nu gällande namn av Lucy Beatrice Moore. Coprosma atropurpurea ingår i släktet Coprosma och familjen måreväxter. Inga underarter finns listade i Catalogue of Life.